# La Nurra

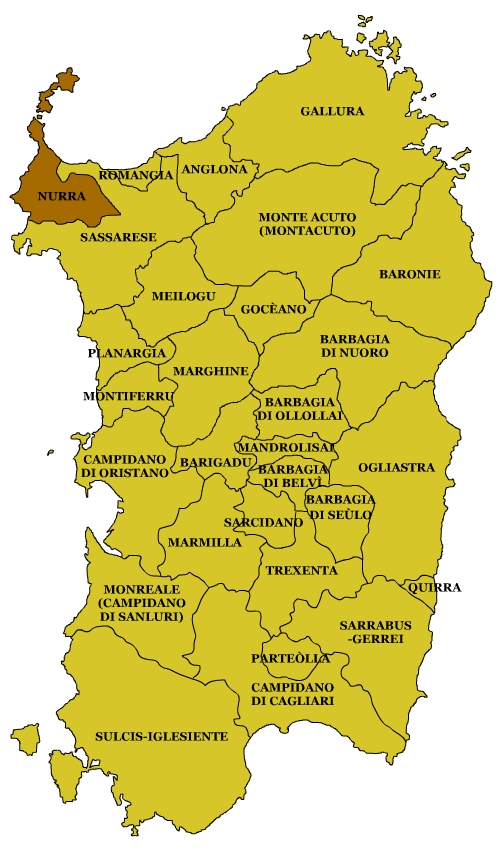
Die Lage der Region in Sardinien

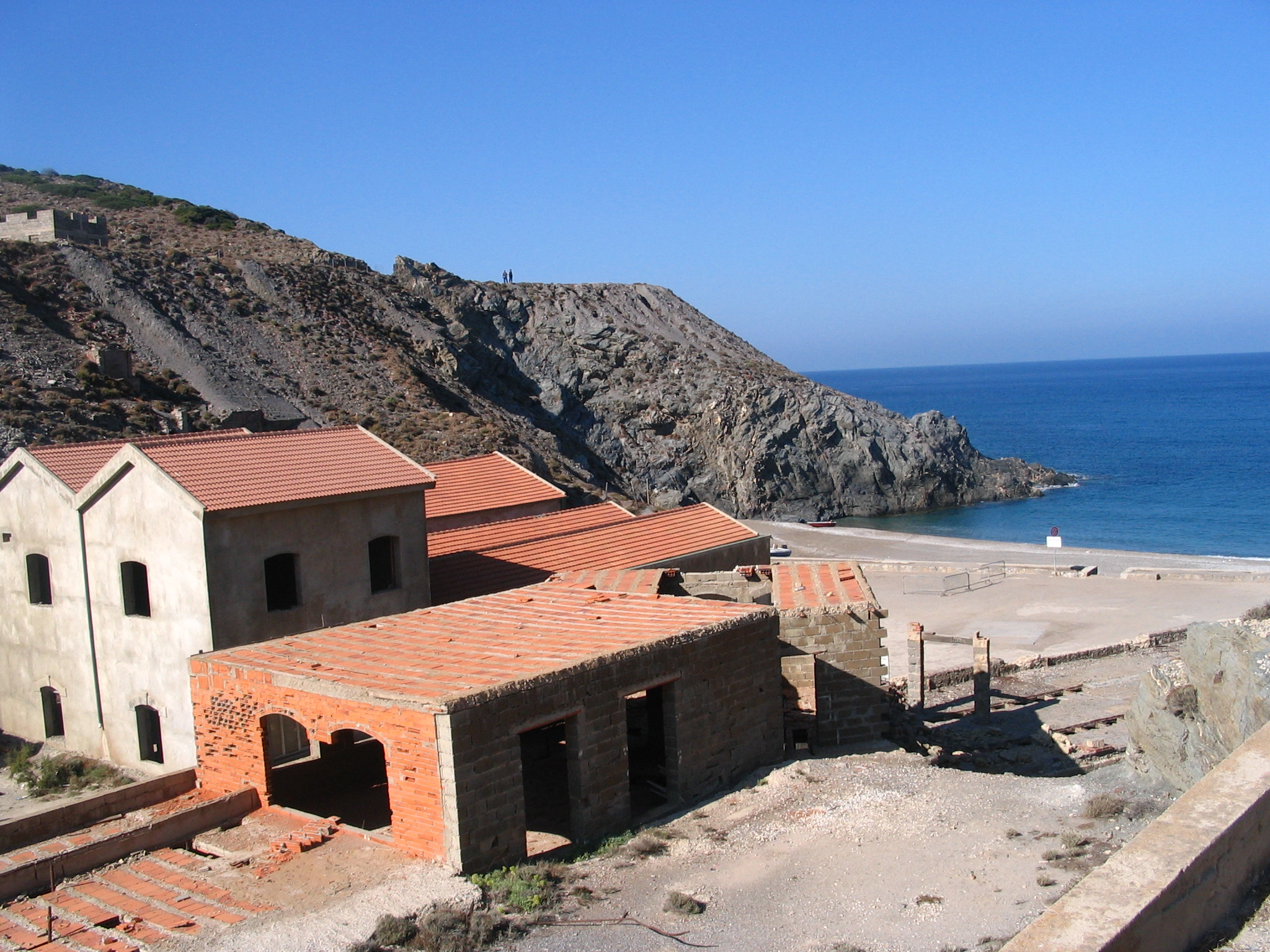
Strand bei Argentiera

Die zwischen Porto Torres und Alghero bzw. zwischen dem Capo Caccia und der Isola Asinara gelegene nahezu baumlos schroffe Bergregion La Nurra ist die nordwestlichste der 19 Landschaften Sardiniens. Sie war wohl auch in der Urgeschichte nur wenig besiedelt, da sich hier kaum Spuren der sardischen Kulturen fanden.

## Die Halbinsel
Die Halbinsel Stintino mit ihren Salzlagunen und Sandstränden sowie dem gleichnamigen touristischen Zentrum der Region ist das Aushängeschild der Nurra. Nahe dem Capo del Falcone liegen u. a. mit Spiaggia della Pelosa die schönsten Strände der Region.

## Die Inseln
Isola Piana und Asinara – letztere lange Zeit Strafkolonie – liegen im Norden vor der Halbinsel. Heute ist die kaum besiedelte und für ihre weißen Esel berühmte Insel Asinara ein Naturpark.

## Die Westküste
Im nördlichen Teil immer noch schwer zugänglich, war die Küstenregion bereits in der Antike eine Bergbauregion für Silbererz. Der verlassene Ort Argentiera ist seit 1963 eine Ruinenkulisse.

## Sehenswürdigkeiten La Nurra und Alghero
1. Altarberg von Monte d’Accoddi (Sassari)
2. Museo Nazionale G. A. Sanna Sassari
3. Nekropole von Anghelu Ruju (Alghero)
4. Nekropole von Montalè Domus de Janas
5. Nekropole von Ponte Secco
6. Nekropole von Santu Pedru (Alghero)
7. Nekropole Su Crucifissu Mannu (Porto Torres)
8. Nuraghe Palmavera (Alghero)
9. Nuraghe Rumanedda (Sassari)
10. Porto Torres – Römische Stadt – Archäologischer Park Antiquarium Turritano